# Cadetia opacifolia
Cadetia opacifolia là một loài thực vật có hoa trong họ Lan. Loài này được (J.J.Sm.) Schltr. mô tả khoa học đầu tiên năm 1922.